# Coppa del Mondo di sci alpino 1981
La Coppa del Mondo di sci alpino 1981 fu la quindicesima edizione della manifestazione organizzata dalla Federazione internazionale sci.
La stagione maschile ebbe inizio il 7 dicembre 1980 a Val-d'Isère, in Francia, e si concluse il 28 marzo 1981 a Laax, in Svizzera; furono disputate 36 gare (10 discese libere, 10 slalom giganti, 11 slalom speciali, 5 combinate), in 19 diverse località. Lo statunitense Phil Mahre si aggiudicò la Coppa del Mondo generale; l'austriaco Harti Weirather vinse la Coppa di discesa libera, lo svedese Ingemar Stenmark quelle di slalom gigante e e di slalom speciale. Il liechtensteinese Andreas Wenzel era il detentore uscente della Coppa generale.
La stagione femminile ebbe inizio il 3 dicembre 1980 a Val-d'Isère, in Francia, e si concluse il 25 marzo 1981 a Wangs-Pizol, in Svizzera; furono disputate 33 gare (10 discese libere, 9 slalom giganti, 9 slalom speciali, 5 combinate), in 18 diverse località. La svizzera Marie-Theres Nadig si aggiudicò sia la Coppa del Mondo generale, sia quella di discesa libera; la statunitense Tamara McKinney vinse la Coppa di slalom gigante, l'austriaca Erika Hess quella di slalom speciale. La liechtensteinese Hanni Wenzel era la detentrice uscente della Coppa generale.

## Uomini

### Risultati
| Data             | Località                         | Nazione                | Pista               | Spec. | Primo               | Secondo                         | Terzo                  |
| ---------------- | -------------------------------- | ---------------------- | ------------------- | ----- | ------------------- | ------------------------------- | ---------------------- |
| 7 dicembre 1980  | Val-d'Isère                      | Francia                |                     | DH    | Uli Spieß           | Ken Read                        | Steve Podborski        |
| 9 dicembre 1980  | Madonna di Campiglio             | Italia                 | 3-Tre               | SL    | Ingemar Stenmark    | Paul Frommelt                   | Bojan Križaj           |
| 10 dicembre 1980 | Madonna di Campiglio             | Italia                 | 3-Tre               | GS    | Ingemar Stenmark    | Aleksandr Žirov                 | Gerhard Jäger          |
| 14 dicembre 1980 | Val Gardena                      | Italia                 | Saslong             | DH    | Peter Müller        | Harti Weirather                 | Steve Podborski        |
| 14 dicembre 1980 | Madonna di Campiglio Val Gardena | Italia                 | 3-Tre Saslong       | KB    | Peter Müller        | Leonhard Stock                  | Andreas Wenzel         |
| 15 dicembre 1980 | Val Gardena                      | Italia                 | Saslong             | DH    | Harti Weirather     | Uli Spieß                       | Peter Müller           |
| 21 dicembre 1980 | Sankt Moritz                     | Svizzera               |                     | DH    | Steve Podborski     | Peter Wirnsberger               | Peter Müller           |
| 4 gennaio 1981   | Ebnat-Kappel                     | Svizzera               |                     | GS    | Christian Orlainsky | Hans Enn                        | Jean-Luc Fournier      |
| 4 gennaio 1981   | Sankt Moritz Ebnat-Kappel        | Svizzera               |                     | KB    | Andreas Wenzel      | Hans Enn                        | Phil Mahre             |
| 6 gennaio 1981   | Morzine                          | Francia                |                     | GS    | Ingemar Stenmark    | Joël Gaspoz                     | Bojan Križaj           |
| 10 gennaio 1981  | Garmisch-Partenkirchen           | Germania Ovest         | Kandahar            | DH    | Steve Podborski     | Peter Müller                    | Harti Weirather        |
| 10 gennaio 1981  | Morzine Garmisch-Partenkirchen   | Francia Germania Ovest | ? Kandahar          | KB    | Phil Mahre          | Peter Müller                    | Andreas Wenzel         |
| 11 gennaio 1981  | Garmisch-Partenkirchen           | Germania Ovest         | Gudiberg            | SL    | Steve Mahre         | Petăr Popangelov                | Paul Frommelt          |
| 13 gennaio 1981  | Oberstaufen                      | Germania Ovest         |                     | SL    | Paul Frommelt       | Ingemar Stenmark                | Steve Mahre            |
| 17 gennaio 1981  | Kitzbühel                        | Austria                | Streif              | DH    | Steve Podborski     | Peter Müller                    | Peter Wirnsberger      |
| 17 gennaio 1981  | Oberstaufen Kitzbühel            | Germania Ovest Austria | ? Streif            | KB    | Phil Mahre          | Steve Mahre                     | Ingemar Stenmark       |
| 18 gennaio 1981  | Kitzbühel                        | Austria                | Ganslern            | SL    | Ingemar Stenmark    | Vladimir Andreev                | Christian Orlainsky    |
| 24 gennaio 1981  | Wengen                           | Svizzera               | Lauberhorn          | DH    | Toni Bürgler        | Harti Weirather                 | Steve Podborski        |
| 25 gennaio 1981  | Wengen                           | Svizzera               | Männlichen/Jungfrau | SL    | Bojan Križaj        | Marc Girardelli                 | Ingemar Stenmark       |
| 26 gennaio 1981  | Adelboden                        | Svizzera               | Chuenisbärgli       | GS    | Ingemar Stenmark    | Christian Orlainsky Boris Strel |                        |
| 31 gennaio 1981  | Sankt Anton am Arlberg           | Austria                |                     | DH    | Harti Weirather     | Peter Wirnsberger               | Steve Podborski        |
| 1º febbraio 1981 | Sankt Anton am Arlberg           | Austria                |                     | SL    | Ingemar Stenmark    | Phil Mahre                      | Jarle Halsnes          |
| 1º febbraio 1981 | Sankt Anton am Arlberg           | Austria                |                     | KB    | Phil Mahre          | Herbert Plank                   | Herbert Renoth         |
| 2 febbraio 1981  | Schladming                       | Austria                |                     | GS    | Ingemar Stenmark    | Hans Enn                        | Jean-Luc Fournier      |
| 8 febbraio 1981  | Oslo                             | Norvegia               |                     | SL    | Ingemar Stenmark    | Bengt Fjällberg                 | Vladimir Andreev       |
| 11 febbraio 1981 | Voss                             | Norvegia               |                     | SL    | Ingemar Stenmark    | Aleksandr Žirov                 | Bruno Nöckler          |
| 14 febbraio 1981 | Åre                              | Svezia                 |                     | GS    | Ingemar Stenmark    | Aleksandr Žirov                 | Phil Mahre             |
| 15 febbraio 1981 | Åre                              | Svezia                 |                     | SL    | Phil Mahre          | Ingemar Stenmark                | Franz Gruber           |
| 5 marzo 1981     | Aspen                            | Stati Uniti            |                     | DH    | Valerij Cyganov     | Harti Weirather                 | Gerhard Pfaffenbichler |
| 6 marzo 1981     | Aspen                            | Stati Uniti            |                     | DH    | Harti Weirather     | Steve Podborski                 | Franz Heinzer          |
| 7 marzo 1981     | Aspen                            | Stati Uniti            |                     | GS    | Phil Mahre          | Ingemar Stenmark                | Steve Mahre            |
| 14 marzo 1981    | Furano                           | Giappone               |                     | GS    | Aleksandr Žirov     | Gerhard Jäger                   | Ingemar Stenmark       |
| 15 marzo 1981    | Furano                           | Giappone               |                     | SL    | Phil Mahre          | Bojan Križaj                    | Ingemar Stenmark       |
| 24 marzo 1981    | Borovec                          | Bulgaria               |                     | GS    | Aleksandr Žirov     | Ingemar Stenmark                | Joël Gaspoz            |
| 25 marzo 1981    | Borovec                          | Bulgaria               |                     | SL    | Aleksandr Žirov     | Steve Mahre                     | Phil Mahre             |
| 28 marzo 1981    | Laax                             | Svizzera               |                     | GS    | Aleksandr Žirov     | Phil Mahre                      | Ingemar Stenmark       |

Legenda:

DH = discesa libera

GS = slalom gigante

SL = slalom speciale

KB = combinata

### Classifiche

#### Generale

Phil Mahre nel 1979

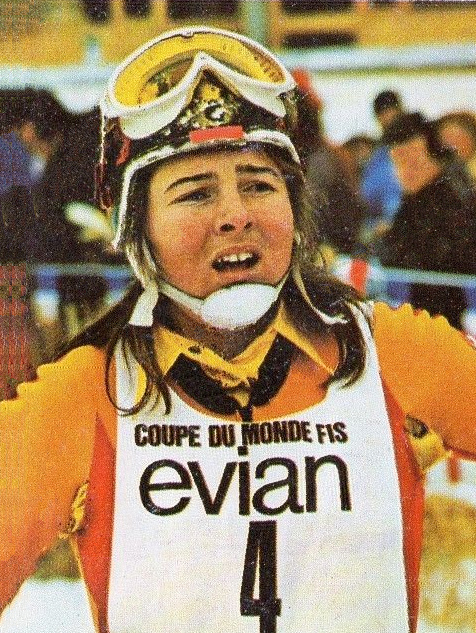
Marie-Theres Nadig nel 1973

| Pos. | Nome                | Nazione          | Punti |
| ---- | ------------------- | ---------------- | ----- |
| 1    | Phil Mahre          | Stati Uniti      | 266   |
| 2    | Ingemar Stenmark    | Svezia           | 260   |
| 3    | Aleksandr Žirov     | Unione Sovietica | 185   |
| 4    | Steve Mahre         | Stati Uniti      | 155   |
| 5    | Peter Müller        | Svizzera         | 140   |
| 6    | Bojan Križaj        | Jugoslavia       | 137   |
| 7    | Andreas Wenzel      | Liechtenstein    | 130   |
| 8    | Harti Weirather     | Austria          | 115   |
| 9    | Steve Podborski     | Canada           | 110   |
| 10   | Christian Orlainsky | Austria          | 105   |

#### Discesa libera
| Pos. | Nome              | Nazione  | Punti |
| ---- | ----------------- | -------- | ----- |
| 1    | Harti Weirather   | Austria  | 115   |
| 2    | Steve Podborski   | Canada   | 110   |
| 3    | Peter Müller      | Svizzera | 95    |
| 4    | Peter Wirnsberger | Austria  | 73    |
| 5    | Uli Spieß         | Austria  | 56    |

#### Slalom gigante
| Pos. | Nome              | Nazione          | Punti |
| ---- | ----------------- | ---------------- | ----- |
| 1    | Ingemar Stenmark  | Svezia           | 125   |
| 2    | Aleksandr Žirov   | Unione Sovietica | 115   |
| 3    | Phil Mahre        | Stati Uniti      | 84    |
| 4    | Joël Gaspoz       | Svizzera         | 71    |
| 5    | Jean-Luc Fournier | Svizzera         | 62    |

#### Slalom speciale
| Pos. | Nome             | Nazione       | Punti |
| ---- | ---------------- | ------------- | ----- |
| 1    | Ingemar Stenmark | Svezia        | 120   |
| 2    | Phil Mahre       | Stati Uniti   | 97    |
| 3    | Bojan Križaj     | Jugoslavia    | 80    |
| 3    | Steve Mahre      | Stati Uniti   | 80    |
| 5    | Paul Frommelt    | Liechtenstein | 77    |

#### Combinata
Nel 1981 venne anche stilata la classifica della combinata, sebbene non venisse assegnato alcun trofeo al vincitore.
| Pos. | Nome           | Nazione       | Punti |
| ---- | -------------- | ------------- | ----- |
| 1    | Phil Mahre     | Stati Uniti   | 102   |
| 2    | Andreas Wenzel | Liechtenstein | 55    |
| 3    | Peter Müller   | Svizzera      | 45    |
| 4    | Hans Enn       | Austria       | 31    |
| 5    | Steve Mahre    | Stati Uniti   | 29    |

## Donne

### Risultati
| Data             | Località                    | Nazione                | Pista | Spec. | Prima              | Seconda                     | Terza              |
| ---------------- | --------------------------- | ---------------------- | ----- | ----- | ------------------ | --------------------------- | ------------------ |
| 3 dicembre 1980  | Val-d'Isère                 | Francia                |       | DH    | Marie-Theres Nadig | Kathy Kreiner               | Irene Epple        |
| 4 dicembre 1980  | Val-d'Isère                 | Francia                |       | GS    | Irene Epple        | Perrine Pelen               | Christa Kinshofer  |
| 4 dicembre 1980  | Val-d'Isère                 | Francia                |       | KB    | Marie-Theres Nadig | Irene Epple                 | Christa Kinshofer  |
| 8 dicembre 1980  | Limone Piemonte             | Italia                 |       | GS    | Marie-Theres Nadig | Daniela Zini                | Fabienne Serrat    |
| 12 dicembre 1980 | Piancavallo                 | Italia                 |       | DH    | Marie-Theres Nadig | Torill Fjeldstad            | Doris De Agostini  |
| 12 dicembre 1980 | Limone Piemonte Piancavallo | Italia                 |       | KB    | Marie-Theres Nadig | Fabienne Serrat             | Erika Hess         |
| 13 dicembre 1980 | Piancavallo                 | Italia                 |       | SL    | Fabienne Serrat    | Erika Hess                  | Maria Rosa Quario  |
| 17 dicembre 1980 | Altenmarkt Zauchensee       | Austria                |       | DH    | Jana Šoltýsová     | Doris De Agostini           | Torill Fjeldstad   |
| 18 dicembre 1980 | Altenmarkt Zauchensee       | Austria                |       | SL    | Perrine Pelen      | Christa Kinshofer           | Daniela Zini       |
| 21 dicembre 1980 | Bormio                      | Italia                 |       | SL    | Perrine Pelen      | Nadežda Patrakeeva-Andreeva | Erika Hess         |
| 8 gennaio 1981   | Pfronten                    | Germania Ovest         |       | DH    | Cornelia Pröll     | Doris De Agostini           | Holly Flanders     |
| 12 gennaio 1981  | Schruns                     | Austria                |       | DH    | Doris De Agostini  | Cindy Nelson                | Irene Epple        |
| 13 gennaio 1981  | Schruns                     | Austria                |       | SL    | Erika Hess         | Claudia Giordani            | Tamara McKinney    |
| 19 gennaio 1981  | Crans-Montana               | Svizzera               |       | DH    | Marie-Theres Nadig | Doris De Agostini           | Christa Kinshofer  |
| 21 gennaio 1981  | Crans-Montana               | Svizzera               |       | SL    | Erika Hess         | Christin Cooper             | Hanni Wenzel       |
| 21 gennaio 1981  | Crans-Montana               | Svizzera               |       | KB    | Christa Kinshofer  | Erika Hess                  | Christin Cooper    |
| 22 gennaio 1981  | Haute-Nendaz                | Svizzera               |       | GS    | Tamara McKinney    | Hanni Wenzel                | Irene Epple        |
| 24 gennaio 1981  | Les Gets                    | Francia                |       | GS    | Tamara McKinney    | Christa Kinshofer           | Hanni Wenzel       |
| 28 gennaio 1981  | Megève                      | Francia                |       | DH    | Doris De Agostini  | Marie-Theres Nadig          | Torill Fjeldstad   |
| 28 gennaio 1981  | Les Gets Megève             | Francia                |       | KB    | Hanni Wenzel       | Tamara McKinney             | Marie-Theres Nadig |
| 29 gennaio 1981  | Megève                      | Francia                |       | DH    | Marie-Theres Nadig | Doris De Agostini           | Cornelia Pröll     |
| 31 gennaio 1981  | Les Diablerets              | Svizzera               |       | SL    | Erika Hess         | Christin Cooper             | Daniela Zini       |
| 3 febbraio 1981  | Zwiesel                     | Germania Ovest         |       | SL    | Erika Hess         | Daniela Zini                | Christin Cooper    |
| 4 febbraio 1981  | Zwiesel                     | Germania Ovest         |       | GS    | Maria Epple        | Christa Kinshofer           | Tamara McKinney    |
| 8 febbraio 1981  | Haus                        | Austria                |       | DH    | Gerry Sorensen     | Irene Epple                 | Cornelia Pröll     |
| 8 febbraio 1981  | Zwiesel Haus                | Germania Ovest Austria |       | KB    | Hanni Wenzel       | Maria Walliser              | Christin Cooper    |
| 10 febbraio 1981 | Maribor                     | Jugoslavia             |       | GS    | Marie-Theres Nadig | Maria Epple                 | Irene Epple        |
| 6 marzo 1981     | Aspen                       | Stati Uniti            |       | DH    | Elisabeth Kirchler | Regine Mösenlechner         | Cindy Nelson       |
| 8 marzo 1981     | Aspen                       | Stati Uniti            |       | GS    | Tamara McKinney    | Erika Hess                  | Wanda Bieler       |
| 13 marzo 1981    | Furano                      | Giappone               |       | GS    | Marie-Theres Nadig | Hanni Wenzel                | Christin Cooper    |
| 15 marzo 1981    | Furano                      | Giappone               |       | SL    | Erika Hess         | Christin Cooper             | Maria Epple        |
| 24 marzo 1981    | Wangs Pizol                 | Svizzera               |       | SL    | Erika Hess         | Daniela Zini                | Maria Walliser     |
| 25 marzo 1981    | Wangs Pizol                 | Svizzera               |       | GS    | Erika Hess         | Christin Cooper             | Hanni Wenzel       |

Legenda:

DH = discesa libera

GS = slalom gigante

SL = slalom speciale

KB = combinata

### Classifiche

#### Generale
| Pos. | Nome               | Nazione        | Punti |
| ---- | ------------------ | -------------- | ----- |
| 1    | Marie-Theres Nadig | Svizzera       | 289   |
| 2    | Erika Hess         | Svizzera       | 251   |
| 3    | Hanni Wenzel       | Liechtenstein  | 241   |
| 4    | Christin Cooper    | Stati Uniti    | 198   |
| 5    | Irene Epple        | Germania Ovest | 181   |
| 6    | Tamara McKinney    | Stati Uniti    | 176   |
| 6    | Perrine Pelen      | Francia        | 176   |
| 8    | Cindy Nelson       | Stati Uniti    | 168   |
| 9    | Christa Kinshofer  | Germania Ovest | 165   |
| 10   | Fabienne Serrat    | Francia        | 149   |

#### Discesa libera
| Pos. | Nome               | Nazione        | Punti |
| ---- | ------------------ | -------------- | ----- |
| 1    | Marie-Theres Nadig | Svizzera       | 120   |
| 2    | Doris De Agostini  | Svizzera       | 110   |
| 3    | Cornelia Pröll     | Austria        | 78    |
| 4    | Irene Epple        | Germania Ovest | 71    |
| 5    | Torill Fjeldstad   | Norvegia       | 62    |

#### Slalom gigante
| Pos. | Nome               | Nazione        | Punti |
| ---- | ------------------ | -------------- | ----- |
| 1    | Tamara McKinney    | Stati Uniti    | 102   |
| 2    | Marie-Theres Nadig | Svizzera       | 97    |
| 3    | Irene Epple        | Germania Ovest | 78    |
| 3    | Erika Hess         | Svizzera       | 78    |
| 3    | Hanni Wenzel       | Liechtenstein  | 78    |

#### Slalom speciale
| Pos. | Nome            | Nazione     | Punti |
| ---- | --------------- | ----------- | ----- |
| 1    | Erika Hess      | Svizzera    | 125   |
| 2    | Christin Cooper | Stati Uniti | 86    |
| 3    | Perrine Pelen   | Francia     | 81    |
| 3    | Daniela Zini    | Italia      | 81    |
| 5    | Fabienne Serrat | Francia     | 63    |

#### Combinata
Nel 1981 venne anche stilata la classifica della combinata, sebbene non venisse assegnato alcun trofeo alla vincitrice.
| Pos. | Nome               | Nazione        | Punti |
| ---- | ------------------ | -------------- | ----- |
| 1    | Marie-Theres Nadig | Svizzera       | 86    |
| 2    | Hanni Wenzel       | Liechtenstein  | 62    |
| 3    | Christa Kinshofer  | Germania Ovest | 52    |
| 4    | Erika Hess         | Svizzera       | 51    |
| 5    | Fabienne Serrat    | Francia        | 50    |